# Prosper-Amable Berthet
Pour les articles homonymes, voir Berthet.
Prosper-Amable Berthet, né à La Grave le 17 février 1838, est un prélat catholique français. Il est nommé évêque de Gap le 24 avril 1889, préconisé le 27 mai et sacré le 1er août. Il reste dans cette fonction 25 ans, jusqu'à sa mort le 25 octobre 1914.

## Biographie

### Enfance et formation
Prosper-Amable Berthet est né le 17 février 1838, dans le hameau des Hières,, sur la commune de haute-montagne de La Grave, dans le département des Hautes-Alpes. Ce village fait partie du diocèse de Gap et d'Embrun. Ses parents sont Amable Berthet et Marie Magdeleine Carraud.
Il étudie au petit séminaire d'Embrun, puis fait des études théologiques au grand séminaire de Gap,, qui sont des institutions d'éducation catholiques. En France, le petit séminaire correspond à un enseignement de niveau secondaire, qui peut former des laïcs comme des élèves se destinant par la suite au grand séminaire qui est destiné à former des prêtres. Jusqu'à la moitié du XXe siècle, le petit séminaire permettra de scolariser notamment des garçons doués mais pauvres issus des campagnes : le curé local les repérait et leur scolarité secondaire était prise en charge par l’Église catholique, les meilleurs pouvant accéder ensuite au grand séminaire. Le jeune Prosper-Amable Berthet est lui-même un enfant des campagnes des Hautes-Alpes.

### Carrière religieuse

#### Prêtre, enseignant, directeur de séminaire, puis archiprêtre
Prosper-Amable Berthet est ordonné prêtre le 23 juin 1861,,,, à 23 ans.
Il devient ensuite professeur (en classes de 5e et 6e, puis en philosophie) et supérieur au petit séminaire d’Embrun,,. En 1866, Victor-Félix Bernadou l'envoie à Issy-les-Moulineaux, au sein de la compagnie des prêtres de Saint-Sulpice, pour un an, en vue de poursuivre sa formation,. Dès la fin 1867, il devient à son retour directeur et enseignant (en écriture sainte et en droit canonique) au grand séminaire de Gap,, ; puis il est nommé à la fois supérieur au petit séminaire d’Embrun à partir de 1874 et aumônier militaire pour la garnison de Briançon, qui est dans le diocèse de Gap. Il quittera ces derniers postes pour des raisons de santé,.
Il devient curé du Plan-de-Vitrolles,, sur la commune de Vitrolles dans les Hautes-Alpes, en 1882,. Sur ce lieu, il a également le temps et l'occasion de fréquenter la bibliothèque de l'ancien baron de Vitrolles, Eugène François d'Arnauld, qui était un ministre de Charles X (roi de France et de Navarre de 1824 à 1830, soit durant la dernière partie de période de la Seconde Restauration en France). Bien que Bernadou, resté en contact avec lui, lui ait proposé de le rejoindre dans l'archevêché de Sens, Amable-Prosper Berthet refuse afin de rester dans les Alpes. Il devient ensuite, en novembre 1884, curé-archiprêtre de Serres,,, et chanoine honoraire.

#### Évêque

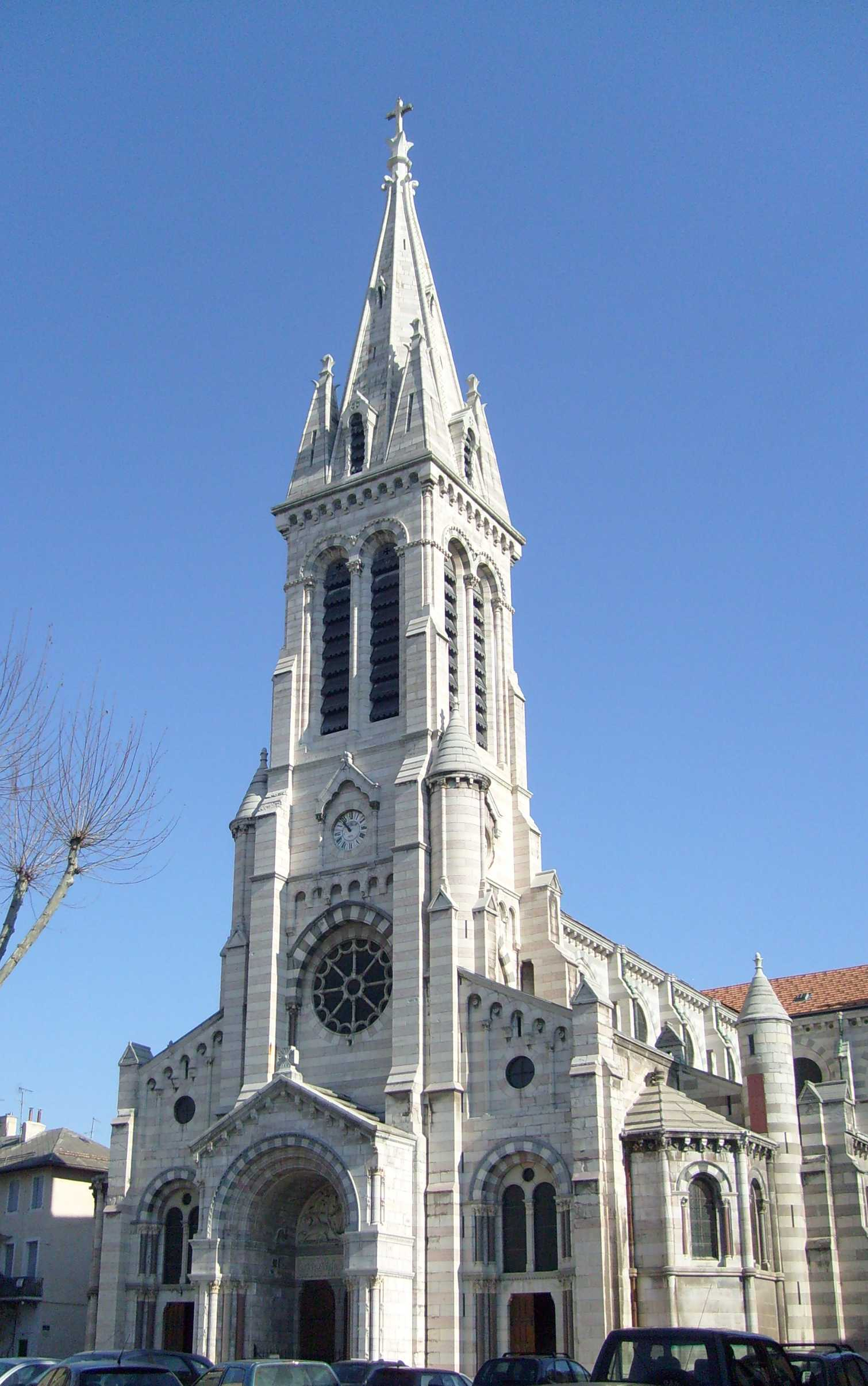
Façade de la cathédrale Notre-Dame-et-Saint-Arnoux de Gap.

Le 24 avril 1889, il est nommé évêque de Gap, puis préconisé (en) le 27 mai et sacré le 1er août (ou le 2 août) par le cardinal Guilbert, dans la cathédrale Notre-Dame-et-Saint-Arnoux de Gap (alors encore en chantier),,. Il avait été recommandé notamment par deux anciens évêques de Gap : Victor-Félix Bernadou et le même Aimé-Victor-François Guilbert qui devait le sacrer mais mourra juste avant la cérémonie. De son côté, le préfet du département le considérait comme conciliant, avec des idées libérales.
Le 8 septembre 1892, il fait la cérémonie d'attribution du titre de basilique mineure à l’église de Notre-Dame-du-Laus, après que le pape Léon XIII (1810-1903) a signé une bulle d'attribution du titre de basilique mineure.
Le 21 septembre 1895, il consacre la cathédrale Notre-Dame-et-Saint-Arnoux de Gap.
En 1897, il dépose auprès de l’Église catholique le « procès des vertus » de Benoîte Rencurel (1647-1718). Celle-ci est une jeune bergère ayant dit avoir vu des apparitions mariales au Laus à partir de 1664 ; elle sera reconnue « vénérable » par le pape Benoît XVI en 2009.
Il est réputé pour être un éminent orateur et théologien, et est sollicité à plusieurs reprises hors de son diocèse. Il en va ainsi le 15 décembre 1891 pour l'oraison funèbre du cardinal Bernadou, qui s'est déroulée à Sens, dans l'Yonne. Le 15 novembre 1893, il prononce le discours de rentrée des facultés catholiques de Lyon. Le 8 septembre 1896, il fait à Sens le sermon lors du sacre de Léon Dizien devenant évêque d'Amiens,. Le 8 août 1899, c'est à Valence (dans le département français de la Drôme) qu'il fait le sermon pour le centenaire de la mort du pape Pie VI (1717-1799).

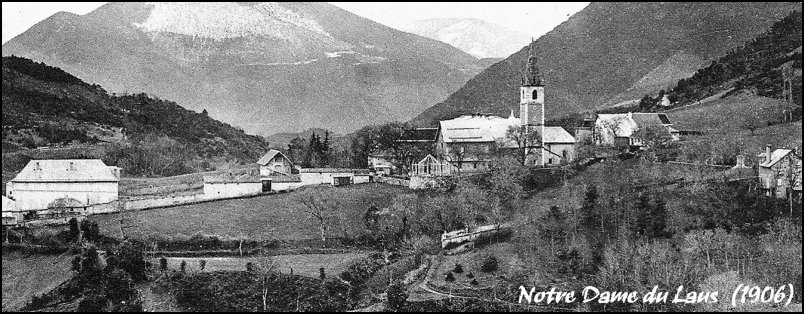
Vue partielle d'une photographie du sanctuaire de Notre-Dame du Laus en 1906.

Par ailleurs, la formation du clergé local et des diocésains lui est précieuse, mais aussi l'enseignement plus généralement. Ainsi, il crée l'association de l'enseignement libre des Hautes-Alpes en 1904, et peu après l’œuvre des séminaires.
Durant les années où il a été évêque, il a vécu la séparation de l’Église et de l’État en France,, selon la loi du même nom promulguée en 1905. Le petit et le grand séminaires ayant été évacués, il les réinstalle peu après : le petit séminaire étant provisoirement à Serres.
Le 1er juillet 1913, il fête le cinquantenaire de son ordination, dans le sanctuaire de Notre-Dame-du-Laus.
Il fonde le petit séminaire Saint-Louis de Charance, à Gap, en 1913 : les travaux seront achevés après 1918. Par ailleurs, le denier du culte est mis en place par ses soins dans son diocèse.
La durée de son épiscopat est de 25 années.

### Mort
Prosper-Amable Berthet meurt à l'évêché de Gap le 25 octobre 1914,, à la suite d'une grippe. Il meurt ainsi peu de temps après l'entrée de la France dans la Première Guerre mondiale.

## Œuvres
Prosper-Amable Berthet est l'auteur de plusieurs lettres pastorales, lettres circulaires, allocutions et discours qui ont été imprimés.
Il a par ailleurs écrit une biographie : Amélie de Vitrolles : sa vie et sa correspondance, publié à Paris par Perrin en 1890,. Cet ouvrage concerne Amélie de Vitrolles (1797-1829), qui était la fille de l'ancien baron de Vitrolles, Eugène François d'Arnauld (1774-1854). Celle-ci, lettrée, « voulait que les jeunes filles puissent faire des études », selon un autre biographe, Depéry, cité par le journal régional Le Dauphiné Libéré en 2008.

## Armes
D'azur à la croix latine d'or posée sur une montagne à 5 coupeaux d'argent.

## Hommages
Il est nommé chanoine d'honneur du Chapitre de chanoines de Fréjus-Toulon par Eudoxe Irénée Mignot (communes situées dans le département du Var, en région Provence-Alpes-Côte-d'Azur, comme les Hautes-Alpes), de 1896 à 1914, date de sa mort.